# Arie van Hengel
Adrianus Johannes van Hengel (Amsterdam, 4 april 1886 - Schiphol, 3 juni 1936) was een Nederlandse bankier.
Arie van Hengel studeerde vanaf 1904 rechtswetenschappen in Leiden, en in 1911 promoveerde hij op een proefschrift getiteld De verhouding tusschen de gerechtigden en verplichten bij papieren van waarde. Inmiddels was hij al aan het werk bij de Amsterdamsche Bank. Hij maakte snel carrière, en in 1916, nog maar 30 jaar oud, werd hij een van de vier directeuren van de bank.
In 1924 werd hij gedelegeerd commissaris bij de Rotterdamsche Bankvereeniging. De bank had te maken met een dreigend faillissement, wat een reorganisatie nodig maakte, waarvoor een sterke man van buiten werd gezocht. In 1927 was zijn taak in Rotterdam voltooid, en werd hij, na een wereldreis, opnieuw directeur bij de Amsterdamsche Bank.
In 1931 werden zijn kwaliteiten opnieuw elders gevraagd. De Oesterreichische Credit-Anstalt kwam door zware verliezen in ernstige moeilijkheden, en dreigde daarbij niet alleen andere bedrijven en financiële instellingen, maar zelfs de Oostenrijkse staat in zijn ondergang mee te nemen. Van Hengel werd in mei 1931 als reorganisator en adviseur aangesteld, en binnen enkele maanden had hij het vertrouwen in de bank weten te herstellen. In 1932 werd hij aangesteld als algemeen directeur van de Credit-Anstalt, en nam hij ontslag bij de Amsterdamsche Bank. Hij ging door met zijn saneringspolitiek, en al enkele jaren later kon de bank weer aan uitbreiden gaan denken.
In 1935 nam Van Hengel vlieglessen en haalde hij zijn vliegbrevet. In juni 1936 vloog hij met zijn sportvliegtuig vanuit Wenen via Bazel naar Schiphol. Het eerste deel vloog zijn vlieginstructeur, maar het tweede deel vloog Van Hengel zelf. Bij de landing op Schiphol stortte hij neer. Beide inzittenden kwamen op slag om.